# IntelliJ IDEA
IntelliJ IDEA è un ambiente di sviluppo integrato (IDE) per il linguaggio di programmazione Java.
Sviluppato da JetBrains (prima conosciuto come IntelliJ), è disponibile sia in licenza Apache che in edizione proprietaria commerciale.

## Storia
La prima versione di IntelliJ IDEA fu pubblicata nel gennaio 2001 e fu il primo IDE ad integrare funzionalità come la navigazione del codice e il code refactoring.
In un report del 2010 di InfoWorld, IntelliJ ricevette il punteggio più alto nei test tra i quattro maggiori strumenti per la programmazione Java: Eclipse, IntelliJ IDEA, NetBeans e JDeveloper.
Nel dicembre 2014, Google annunciò la versione 1.0 di Android Studio, un IDE open source per sviluppare app Android, basato sull'edizione Community di IntelliJ IDEA. Altri ambienti di sviluppo basati sul framework di IntelliJ sono AppCode, CLion, PhpStorm, PyCharm, RubyMine, WebStorm, e MPS.

## Requisiti
- Windows: 10/8/7/Vista/2003/XP | MacOS X: 10.5 | Linux: GNOME o KDE desktop
- 2 GB RAM minimi, 4 GB RAM raccomandati
- 700 MB spazio su disco rigido + almeno 1 GB di cache
- Risoluzione minima dello schermo di 1024x768
- JDK 1.6 installato nel sistema operativo

## Linguaggi di programmazione supportati
IntelliJ IDEA ha due edizioni; Community Edition (Free) e Ultimate Edition (Pagamento). Possono essere usati per scopi commerciali.
Entrambe le edizioni
- Java
- Clojure (Plugin)
- DART Plugin)
- Erlang (Plugin)
- Go (Plugin)
- Groovy
- Haxe (Plugin)
- Scala (Plugin)
- XML/XSL
- Kotlin
- JavaFX

Solo Ultimate Edition
- ActionScript/MXML
- CoffeeScript
- Haskell (Plugin)
- HTML/XHTML/CSS
- JavaScript
- Jelastic (Plugin)
- Lua (Plugin)
- Node.js (Plugin)
- PHP (Plugin)
- Python
- Ruby/JRuby
- SQL
- TypeScript (Plugin)

## Tecnologie e framework
La sola Ultimate Edition supporta:
- AJAX
- Android
- Django
- EJB
- FreeMarker
- Google App Engine
- Google Web Toolkit
- Grails
- Hibernate/JPA
- Java ME MIDP/CLDC
- JBoss Seam
- JSF
- JSP
- OSGi
- Play
- Ruby on Rails
- Spring
- Struts 2
- Struts
- Tapestry
- Velocity
- Web service